# Lok Sabha
El Lok Sabha, conegut com "la Casa del Poble", és la cambra baixa del Parlament bicameral de l'Índia. Els membres del Lok Sabha són elegits per sufragi universal d'adults i en un sistema del major nombre de representació de les circumscripcions electorals. Mantenen el mandat durant cinc anys o fins que l'òrgan legislatiu sigui dissolt pel president amb l'autorització del consell de ministres. Es reuneix a les cambres de Lok Sabha del Parlament, Nova Delhi.
D'acord amb la disposició de l'article 79 de la Constitució índia, El Lok Sabha és la cambra baixa del parlament. Està compost per representants del poble escollits per elecció directa entre la base dels electors i elegibles adults. La majoria de la cambra prevista a la Constitució és de 552. (inicialment, el 1950, era de 500.) Actualment, la Cambra té 543 escons. Entre el 1952 i el 2020, el president de l'Índia va nomenar dos membres addicionals de la comunitat anglo-índia aconsellat pel govern de l'Índia, cosa que va ser derogada el gener de 2020 per la 104a Llei d'esmena constitucional de 2019.
Un total de 131 escons (24,03%) estan reservats per als representants de les castes (84) i les tribus (47). El quòrum de la cambra és del 10% del total de membres. El Lok Sabha, llevat que es dissolgui, continua funcionant durant cinc anys a partir de la data en què es convoca la seva primera reunió, encara que, si hi ha una situació emergent, aquest termini pot ser prorrogat pel Parlament per una llei o decret.